# Hamburger de Gomez
IRAS 18059-3211, surnommée le Hamburger de Gomez, en abrégé GoHam (contraction de l'anglais Gomez's Hamburger), est un objet que l'on pense être une jeune étoile entourée d'un disque protoplanétaire dans lequel une planète serait en formation.

## Découverte et caractéristiques
« Le Hamburger » fut découvert en 1985 sur des photographies du ciel obtenues par Arturo Gomez, technicien à l'Observatoire interaméricain du Cerro Tololo, près de Vicuña au Chili. Les photos suggéraient la présence d'une bande noire à travers l'objet, mais sa structure exacte était difficile à déterminer à cause des turbulences atmosphériques qui perturbent les images prises depuis le sol. L'étoile elle-même a une température de surface estimée à 10 000 K.
L'objet fut initialement catalogué comme une étoile en fin de vie (protonébuleuse planétaire). Cependant, des résultats plus récents laissent penser que cet objet est une jeune étoile entourée par un disque protoplanétaire, située à 900 années-lumière de la Terre,.

## Disque
Les « tranches de pain » correspondent à la lumière réfléchie par la poussière et le « steak » est la bande sombre de poussière au milieu.

## Protoplanète
Une surdensité, qui pourrait être une protoplanète et qui a donc été nommée en conséquence GoHam b, est observée dans ce disque à environ 350 unités astronomiques de l'étoile centrale. L'objet mesure une centaine d'unités astronomiques de large pour une masse estimée entre 0,8 et 11,4 fois celle de Jupiter.